# Gare de Thaon
La gare de Thaon est une gare ferroviaire française de la ligne de Blainville - Damelevières à Lure, située sur le territoire de l'ancienne commune de Thaon-les-Vosges, intégrée à la commune nouvelle de Thaon-les-Vosges, dans le département des Vosges, en région Grand Est.
Elle est mise en service en 1857, par la Compagnie des chemins de fer de l'Est. C'est une gare de la Société nationale des chemins de fer français (SNCF), desservie par des trains TER Grand Est.
Le bâtiment voyageurs est démoli en juin 2016 et a été remplacé par un nouvel abri.

## Situation ferroviaire
Établie à 321 m d'altitude, la gare de Thaon est située au point kilométrique (PK) 43,280 de la ligne de Blainville - Damelevières à Lure, entre les gares d'Igney et d'Épinal.

## Histoire
Thaon-les-Vosges a connu trois gares successives :
- la première gare, construite lors de l'ouverture de la ligne, était située au niveau de la « vieille route d'Oncourt », juste au-dessus du cimetière communal. Le lieu-dit s'appelle désormais « la petite gare ». Active de 1857 à 1873, elle avait été transformée en maisonnette de passage à niveau jusqu'à sa destruction le 27 mars 2001 ;
- la deuxième gare, ouverte en 1873, a été active jusqu'en 1910. Elle se situait en face de la gare actuelle. Elle a servi ensuite de logement au chef de gare jusqu'à sa destruction, le 29 novembre 1989. Elle était de type C à corps central à 4 portes et flanquée de deux ailes à une porte ;
- la troisième gare, ouverte en 1910, a été rasée en juin 2016. Il s'agissait d'un bâtiment type "Est 1903" à 7 portes, sans logement pour le chef de gare (qui était logé dans la deuxième gare).

Depuis les années 2010, seuls les trains circulant voie 1 (vers Épinal) s'arrêtent devant l'emplacement de l'ancien bâtiment voyageurs (détruit). Les trains circulant voie 2 (vers Nancy) le dépassent pour s'arrêter au-delà du passage à niveau jouxtant la gare (et ainsi limiter le temps de fermeture de ce PN).

## Fréquentation
De 2015 à 2024, selon les estimations de la SNCF, la fréquentation annuelle de la gare s'élève aux nombres indiqués dans le tableau ci-dessous.
| Année                      | 2015    | 2016    | 2017    | 2018    | 2019    | 2020    | 2021    | 2022    | 2023    | 2024    |
| -------------------------- | ------- | ------- | ------- | ------- | ------- | ------- | ------- | ------- | ------- | ------- |
| Voyageurs                  | 269 935 | 241 675 | 243 687 | 217 211 | 256 138 | 206 600 | 264 671 | 339 375 | 356 634 | 303 768 |
| Voyageurs et non voyageurs | 337 419 | 302 094 | 304 609 | 271 513 | 320 173 | 258 250 | 330 819 | 424 219 | 445 493 | 379 710 |

## Service des voyageurs

### Accueil
Thaon est une halte de la SNCF. Elle ne dispose pas de guichet.
La traversée des voies et le passage d'un quai à l'autre se fait par le passage à niveau routier.

### Desserte
La halte est desservie par les trains TER Grand Est, qui effectuent des missions entre les gares de Nancy-Ville et d'Épinal, de Remiremont.

### Intermodalité
Un parking pour les véhicules est aménagé à ses abords.